# Sergij (Fomin)
Sergij (světským jménem: Vitalij Pavlovič Fomin; * 24. srpna 1949, Krasnozavodsk) je ruský duchovní Ruské pravoslavné církve, arcibiskup a emeritní metropolita voroněžský a liskinský.

## Život
Narodil se 24. srpna 1949 v Krasnozavodsku.
Po střední škole nastoupil na Moskevský duchovní seminář, který dokončil roku 1970 a poté pokračoval ve studiu na Moskevské duchovní akademii.
Dne 26. srpna 1973 byl představeným Trojicko-sergijevské lávry archimandritou Ieronimem (Zinovjevem) postřižen na monacha a přijal mnišské jméno Sergij na počest svatého Sergeje (Radoněžského). Dne 21. září 1973 jej biskup dmitrovský Volodymyr (Sabodan) rukopoložil na hierodiakona a o den později na jeromonacha.
V letech 1974–1977 prošel doktorským studiem na Moskevské duchovní akademii a v Trojicko-sergijevské lávře měl za úkol doprovázet zahraniční delegace. Poté pracoval referent Oddělení vnějších církevních vztahů Moskevského patriarchátu (OVCV MP).
Roku 1978 byl povýšen na igumena a do roku 1982 byl představitelem Ruské pravoslavné církve na Křesťanské světové konferenci v Praze. Roku 1981 byl povýšen na archimandritu a v letech 1982–1984 působil jako zástupce předsedy OVCV MP.
Roku 1983 jej Svatý synod zvolil biskupem solněčnogorským a vikářem moskevské eparchie.
Dne 30. ledna 1983 proběhla v chrámu Zjevení Páně v Moskvě jeho biskupská chirotonie. Světiteli byli patriarcha moskevský Pimen, metropolita tallinský a estonský Alexij (Rüdiger), metropolita minský a běloruský Filaret (Vachromejev), metropolita krutický a kolomenský Juvenalij (Pojarkov), arcibiskup volokolamský Pitirim (Něčajev), arcibiskup sverdlovský a kurganský Platon (Udovenko) a arcibiskup zarajský Jov (Tyvonjuk).
Od 26. prosince 1984 byl představitelem Ruské pravoslavné církve při Světové radě církví a 9. září 1988 byl povýšen na arcibiskupa.
Dne 31. ledna 1991 se stal předsedou Synodního oddělení pro církevní charitu a sociální služby.
V letech 1996–2003 sloužil jako vedoucí pro záležitosti Moskevského patriarchátu a stálý člen Svatého synodu s ponecháním funkce předsedy synodního oddělení.
Dne 19. února 1999 byl povýšen na metropolitu.
Dne 7. května 2003 byl převeden na voroněžskou katedru.
Dne 5. března 2010 ho Svatý synod osvobodil od funkce předsedy synodního oddělení a 26. prosince 2013 mu byl změněn titul na voroněžský a liskinský. Současně se stal hlavou nově zřízené voroněžské metropole.
Dne 30. května 2014 Svatý synod potvrdil jeho funkci představeného Divnogorského monastýru.
Od prosince 2013 do června 2016 dočasně spravoval borisoglebskou eparchii a od srpna 2020 do prosince 2022 rossošskou eparchii.
Dne 24. října 2024 byl Svatým synodem penzionován a jako místo pobytu mu bylo určeno město Moskva.